# Pimpinella schweinfurthii
Pimpinella schweinfurthii är en flockblommig växtart som beskrevs av Paul Friedrich August Ascherson. Pimpinella schweinfurthii ingår i släktet bockrötter, och familjen flockblommiga växter. Inga underarter finns listade i Catalogue of Life.